# Глазов, Михаил Михайлович
Михаи́л Миха́йлович Гла́зов (род. 8 июня 1982 года, Ленинград) — российский физик-теоретик, профессор РАН (2016), член-корреспондент РАН (2016).

## Биография
Родился в 1982 году в Ленинграде.
В 2005 году — с отличием окончил физико-технический факультет Санкт-Петербургского государственного политехнического университета.
В 2008 году — защитил кандидатскую диссертацию, тема: «Спиновая динамика электронов и экситонов в квантовых ямах и квантовых точках».
В 2012 году — защитил докторскую диссертацию, тема: «Спиновые и кинетические явления в наноструктурах и графене».
В феврале 2016 года — присвоено почётное учёное звание профессора РАН.
В октябре 2016 года — избран членом-корреспондентом РАН.
В настоящее время — ведущий научный сотрудник Физико-технического института им. А. Ф. Иоффе.

## Научная деятельность
Специалист в области теоретической физики полупроводниковых наноструктур, спиновых и кинетических явлений.
Основные научные результаты:
- создана теория влияния электрон-электронного взаимодействия на спиновую релаксацию в полупроводниках;
- создана теория спиновой динамики экситонных поляритонов в квантовых микрорезонаторах, предсказан и обнаружен оптический аналог спинового эффекта Холла;
- создана теория динамики спинов и спиновых шумов электронов и ядер основной решётки в полупроводниковых наносистемах;
- создана теория нелинейных транспортных эффектов в графене и открыт динамический циркулярный эффект Холла.

Ведет преподавательскую работу в Санкт-Петербургском академическом университете.

## Общественная позиция
В феврале 2022 года подписал открытое письмо российских учёных и научных журналистов с осуждением вторжения России на Украину и призывом вывести российские войска с украинской территории.

## Награды
- Премия имени Л. Эйлера Правительства Санкт-Петербурга (2015) — за цикл работ «Спиновые и кинетические явления в наноструктурах и графене»[6]
- Медаль РАН с премией для молодых учёных (2014)